# 캐릭터 라지 오브젝트
캐릭터 라지 오브젝트(Character large object, CLOB)는 데이터베이스 관리 시스템에 쓰이는 문자 데이터의 모임으로, 테이블 자체에서 참조되는 별도 위치에 보통 저장된다. IBM DB2와 오라클, 티베로는 CLOB이라는 이름의 구성체를 제공하고 있으며, 다른 데이터베이스 시스템 다수는 text, memo, long character 필드와 같은 비슷한 개념을 지원하고 있다.

## 구현
- PostgreSQL 15.0: 지원되지 않지만[3] 다음을 사용하여 텍스트 유형에 대한 동의어로 쉽게 정의할 수 있다. create domain CLOB as TEXT;
- 마리아DB 10.8: 지원[4]
- MySQL 8.0: 지원 여부를 알 수 없다.[5][6] 매뉴얼에는 CLOB가 언급되어 있었지만 이후 매뉴얼에서는 자료형이 더 이상 언급되지 않는다.
- 마이머 SQL 11.0: 지원[7]

## 같이 보기
- 바이너리 라지 오브젝트